# Calliandra medellinensis
Calliandra medellinensis är en ärtväxtart som beskrevs av Nathaniel Lord Britton och Ellsworth Paine Killip. Calliandra medellinensis ingår i släktet Calliandra och familjen ärtväxter. Inga underarter finns listade i Catalogue of Life.